# Washington County (Ohio)
Das Washington County ist ein County im US-Bundesstaat Ohio. Bei der Volkszählung im Jahr 2010 hatte das County 61.778 Einwohner und eine Bevölkerungsdichte von 37,6 Einwohnern pro Quadratkilometer. Der Verwaltungssitz (County Seat) ist Marietta.

## Geographie
Das County liegt im Südosten von Ohio an der Mündung des Muskingum River in den Ohio River. Das Washington County grenzt im Süden und Südwesten an West Virginia, von dem es durch den Ohio getrennt ist. Es hat eine Fläche von 1.658 Quadratkilometern, wovon 13 Quadratkilometer Wasserfläche sind. An das Washington County grenzen folgende Countys:
| Morgan County | Noble County                | Monroe County                    |
|               |                             | Tyler County (West Virginia)     |
| Athens County | Wood County (West Virginia) | Pleasants County (West Virginia) |

## Geschichte

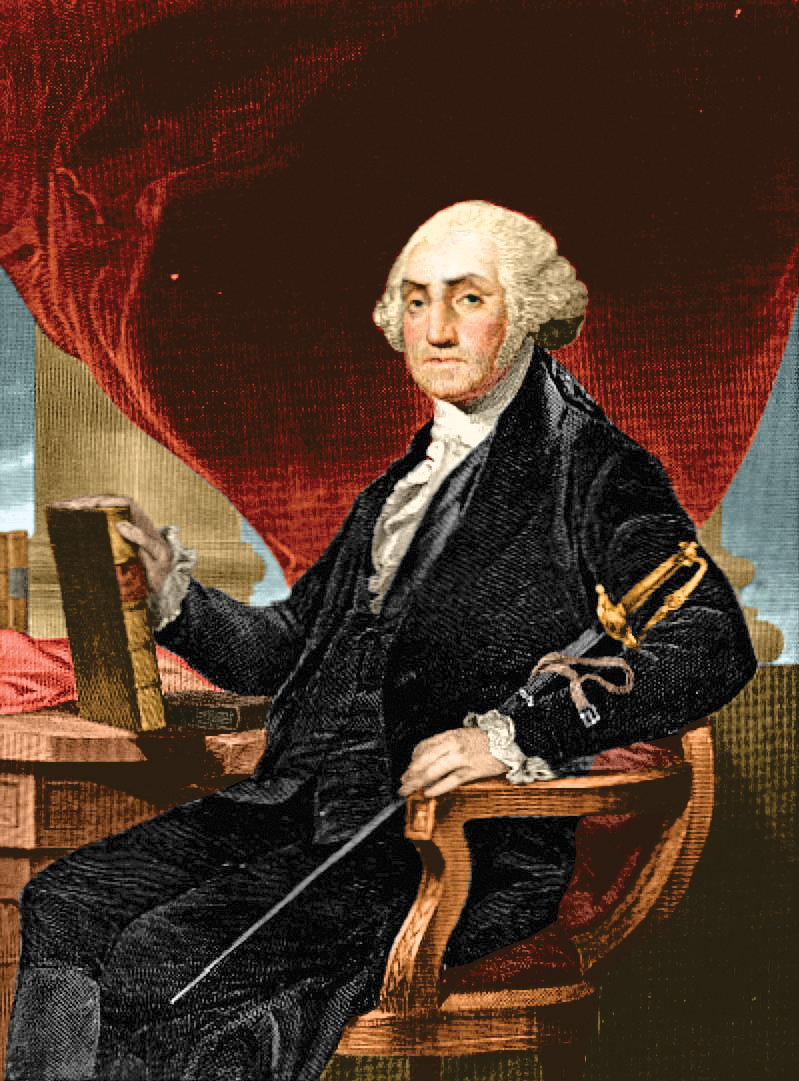
Washington

Das Washington County wurde am 27. Juli 1788 als Original-County aus als frei bezeichnetem Territorium gebildet. Benannt wurde es nach George Washington (1732–1799), dem Anführer der Kontinentalarmee im Amerikanischen Unabhängigkeitskrieg und erstem Präsidenten der Vereinigten Staaten (1789–1797).

Im County liegt eine National Historic Landmark, das Schleppboot W. P. Snyder Jr. 39 Bauwerke und Stätten des Countys sind im National Register of Historic Places eingetragen (Stand 19. Mai 2018).

## Demografische Daten

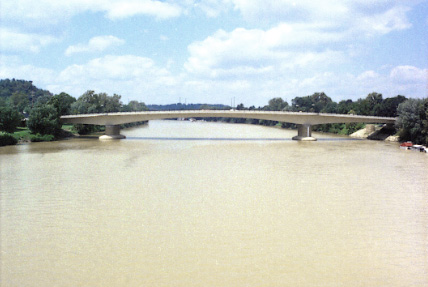
Muskingum River nahe Marietta

Nach der Volkszählung im Jahr 2010 lebten im Washington County 61.778 Menschen in 25.166 Haushalten. Die Bevölkerungsdichte betrug 37,8 Einwohner pro Quadratkilometer.
Ethnisch betrachtet setzte sich die Bevölkerung zusammen aus 96,5 Prozent Weißen, 1,1 Prozent Afroamerikanern, 0,2 Prozent amerikanischen Ureinwohnern, 0,6 Prozent Asiaten sowie aus anderen ethnischen Gruppen; 1,5 Prozent stammten von zwei oder mehr Ethnien ab. Unabhängig von der ethnischen Zugehörigkeit waren 0,7 Prozent der Bevölkerung spanischer oder lateinamerikanischer Abstammung.
In den 25.166 Haushalten lebten statistisch je 2,37 Personen.
20,9 Prozent der Bevölkerung waren unter 18 Jahre alt, 61,6 Prozent waren zwischen 18 und 64 und 17,5 Prozent waren 65 Jahre oder älter. 51,2 Prozent der Bevölkerung war weiblich.

Das jährliche Durchschnittseinkommen eines Haushalts lag bei 41.345 USD. Das Prokopfeinkommen betrug 22.256 USD. 13,9 Prozent der Einwohner lebten unterhalb der Armutsgrenze.

## Orte im Washington County
Citys
- Belpre
- Marietta

Villages
| - Beverly - Lowell - Lower Salem | - Macksburg - Matamoras |

Census-designated places (CDP)
- Devola
- Little Hocking
- Newport

andere Unincorporated Communitys
| - Barlow - Bartlett - Coal Run - Cutler | - Fleming - Germantown - Reno - Vincent | - Waterford - Watertown - Whipple - Wingett Run |

## Gliederung

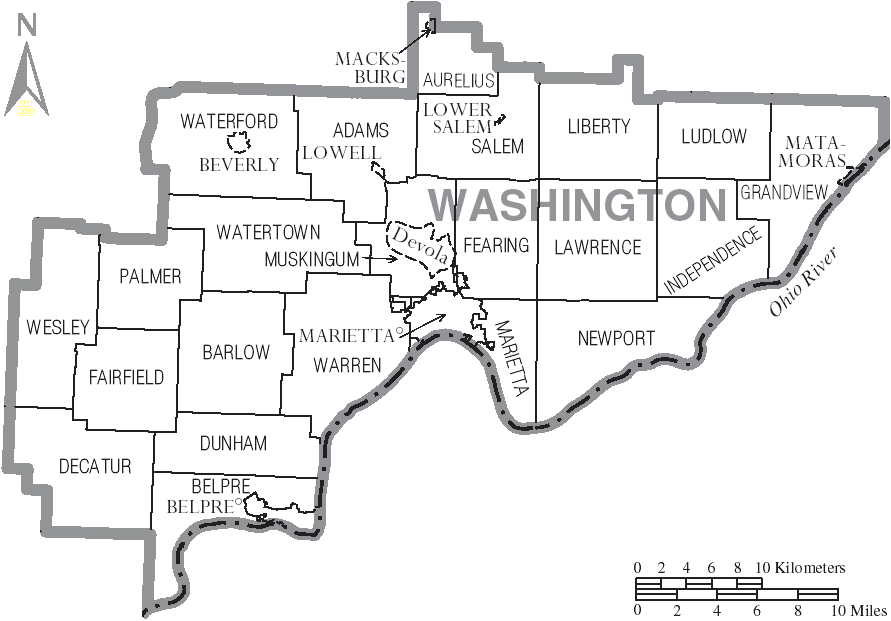
Gliederung des Washington County

Das Washington County ist in 22 Townships eingeteilt:
| - Adams Township - Aurelius Township - Barlow Township - Belpre Township - Decatur Township - Dunham Township | - Fairfield Township - Fearing Township - Grandview Township - Independence Township - Lawrence Township - Liberty Township | - Ludlow Township - Marietta Township - Muskingum Township - Newport Township - Palmer Township - Salem Township | - Warren Township - Waterford Township - Watertown Township - Wesley Township |

Die Städte Belpre und Marietta gehören keiner Township an.